# Leopoldo Nobili
Leopoldo Nobili (* 5. Juli 1784 in Trassilico; † 22. August 1835 in Florenz) war ein italienischer Physiker, der eine Vielzahl elektrischer Instrumente entwickelte.

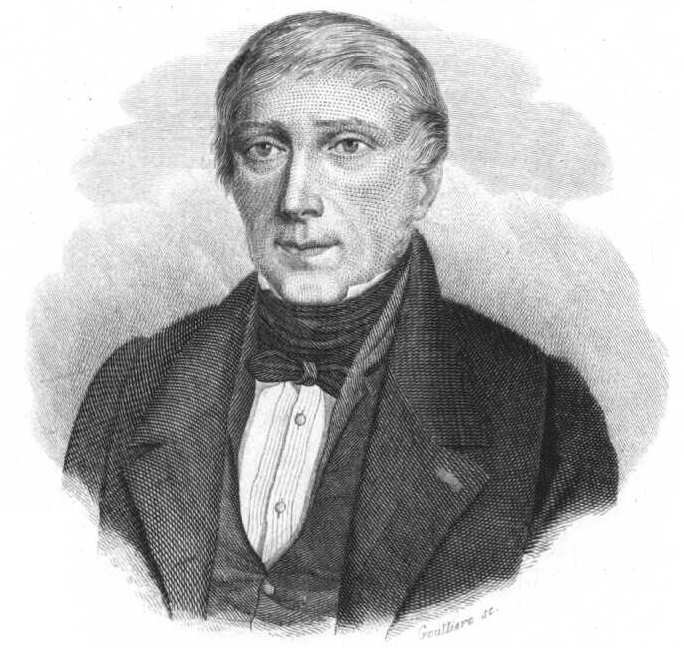
Leopoldo Nobili

Er besuchte zunächst die Militärakademie in Modena und wurde Artillerie-Offizier in Modena, Brescia und Reggio. Für seine Teilnahme an Napoleons Russlandfeldzug wurde er mit dem Orden der Ehrenlegion ausgezeichnet.
Er entschied sich dann Physik zu studieren, besonders die elektrischen Phänomene. 1825 erfand er das astatische Galvanometer, bei dem er das Erdmagnetfeld ausglich, und das er im Mai auf der Italian Society of Science in Modena vorstellte.
Oersted und Fourier hatten 1823 schon eine Thermosäule aus Antimon und Bismut erfunden. 1826 entwickelte Nobili zusammen mit Macedonio Melloni eine neue Thermosäule zur Messung thermischer Strahlung und nannte sie thermomultiplier oder electric thermoscope.
1826 stellte er seine Nobilischen Ringe vor: Es handelt sich um Metallablagerungen infolge einer elektrolytischen Reaktion. Dazu werden zwei mit einer Batterie verbundene Elektroden in eine Metallsalzlösung getaucht, die von einer versilberten Kupferplatte bedeckt ist. 55 Jahre später wurde diese Idee von Adrien Guébhard (1849–1924) aufgegriffen.
1832 wurde er Professor für Physik am Großherzoglichen Museum in Florenz, wo er mit Direktor Vincenzo Antinori eine Vielzahl von Experimenten zur elektromagnetischen Induktion unternahm.
Am 1. April 1833 wurde er korrespondierendes Mitglied der Académie des sciences und am 19. Februar 1835 der Preußischen Akademie der Wissenschaften. Nach ihm ist der Mondkrater Nobili benannt.